# Rya Kihlstedt
Rya Kihlstedt (Lancaster, 1970. július 23. –) svéd származású amerikai színésznő. 1997-ben a Reszkessetek, betörők! 3. részében alakított női bűnözőt, a következő évben pedig szerepelt a Deep Impact katasztrófafilmben, de pályája során horrorfilmekben is látható volt. Emellett számos alkalommal szerepelt olyan televíziós sorozatokban, mint az NCIS, a Dexter, a Nashville, az Egyszer volt, hol nem volt, A Grace klinika, a Superman és Lois, vagy az A Teacher. 2022-ben az Obi-Wan Kenobi Csillagok háborúja-sorozatban a Negyedik Nővér inkvizítor mellékszerepében tűnt fel.
Testvére Carla Kihlstedt hegedűművész, férje Gil Bellows, akihez 1994-ben ment feleségül. Két gyerekük van.

## Filmográfia

### Film
| Év   | Magyar cím                | Eredeti cím                    | Szerep              | Magyar hang  |
| ---- | ------------------------- | ------------------------------ | ------------------- | ------------ |
| 1993 | Ördögkatlan               | Arctic Blue                    | Anne Marie          | Biró Anikó   |
| 1997 |                           | Hudson River Blues             | Laura               |              |
| 1997 | Reszkessetek, betörők! 3. | Home Alone 3                   | Alice Ribbons       | Timkó Eszter |
| 1998 | Deep Impact               | Deep Impact                    | Chloe               | Mezei Kitty  |
| 1998 | Fiatal és kegyetlen       | Jaded                          | Patricia "Pat" Long |              |
| 1999 |                           | Frontline                      | Catherine           |              |
| 1999 |                           | Say You'll Be Mine             | Katherine           |              |
| 2009 | Csajok a pácban           | Women in Trouble               | Rita                |              |
| 2010 | Szex a lelke mindennek    | Elektra Luxx                   | Rita                |              |
| 2013 |                           | 3 Days in Havana               | Rita                |              |
| 2015 | Múltbéli démonok          | The Atticus Institute          | Judith Winstead     |              |
| 2015 |                           | The Squeeze                    | Beth                |              |
| 2016 |                           | Her Last Will                  | Maggie              |              |
| 2018 |                           | After Everything               | Rebecca             |              |
| 2019 |                           | The Untold Story               | Roxy                |              |
| 2019 | Csörgőkígyó               | Rattlesnakes                   | Esther Jarret       |              |
| 2020 |                           | The Nowhere Inn                | Holly               |              |
| 2021 | Záróakkord                | The Ultimate Playlist of Noise | Alyssa              |              |
| 2025 | Végső állomás: Vérvonalak | Final Destination Bloodlines   | Darlene Lewis       | Györgyi Anna |

Rövidfilmek
- Intelligence (2012) – Jaye Gardner
- Sticks (2014) – Deirdre
- Judi (2016) – Judi
- The Empty House (2018) – Marie

### Televízió
| Év      | Magyar cím                          | Eredeti cím                            | Szerep                                 | Megjegyzés |
| ------- | ----------------------------------- | -------------------------------------- | -------------------------------------- | --- |
| 1993    |                                     | TriBeCa                                | Leah Woodward                          | 1 epizód |
| 1994    |                                     | The Second Greatest Story Ever Told    | Arleen                                 | tévéfilm |
| 1994    | SeaQuest DSV – A mélység birodalma  | seaQuest DSV                           | Jessie                                 | 1 epizód |
| 1994    | Észak és Dél                        | Heaven & Hell: North & South, Book III | Willa                                  | - minisorozat - magyar hangja: - Bertalan Ágnes                                                                |
| 1995    | Hozományvadászok                    | The Buccaneers                         | Lizzy Elmsworth                        | - minisorozat - magyar hangja: - Balogh Erika                                                                  |
| 1995    |                                     | Alchemy                                | Louisa                                 | tévéfilm |
| 1996    |                                     | Swift Justice                          | Diane Rivers                           | 1 epizód |
| 1996    | A kiválasztott – Az amerikai látnok | Early Edition                          | Marcia Roberts Hobson                  | 3 epizód |
| 1998    | Szép új világ                       | Brave New World                        | Lenina Crowne                          | tévéfilm |
| 2000    | CSI: A helyszínelők                 | CSI: Crime Scene Investigation         | Carolyn                                | 1 epizód |
| 2001    | A tengeri szörny                    | She Creature                           | Sellő                                  | tévéfilm |
| 2010    | Kettős ügynök                       | Covert Affairs                         | Helen Newman                           | 1 epizód |
| 2010    | Gyilkos elmék                       | Criminal Minds                         | Patty Joyce                            | 1 epizód |
| 2011    | NCIS                                | NCIS                                   | Linda Idleton                          | 1 epizód |
| 2011    | Dexter                              | Dexter                                 | Dr. Michelle Ross                      | 7 epizód Jelölve – Screen Actors Guild-díj egy drámasorozatban nyújtott kiemelkedő színészi alakításért (2012) |
| 2011    |                                     | Connie Banks the Actor                 | Karen                                  | tévéfilm |
| 2012–13 |                                     | Nashville                              | Marilyn Rhodes                         | 8 epizód |
| 2014    | CSI: A helyszínelők                 | CSI: Crime Scene Investigation         | Carolyn Logan                          | 1 epizód |
| 2014    | Haláli testcsere                    | Drop Dead Diva                         | Ellie Chapin polgármester              | 1 epizód |
| 2014    | Észlelés                            | Perception                             | Elena Douglas                          | 1 epizód |
| 2014    |                                     | Masters of Sex                         | Tatti Greathouse                       | 1 epizód |
| 2015–16 | Hősök: Újjászületés                 | Heroes Reborn                          | Erica Kravid                           | - főszerep (13 epizód) - magyar hangja: - Spilák Klára                                                         |
| 2015–16 |                                     | One Mississippi                        | Caroline                               | 6 epizód |
| 2016    | Egyszer volt, hol nem volt          | Once Upon a Time                       | Cleo Fox                               | 1 epizód |
| 2016    | Ray Donovan                         | Ray Donovan                            | Jeannie                                | 2 epizód |
| 2017    |                                     | Law & Order True Crime                 | Cindy Erdelyi                          | 3 epizód |
| 2017    | A S.H.I.E.L.D. ügynökei             | Agents of S.H.I.E.L.D.                 | Lady Basha                             | 2 epizód |
| 2018–20 | Merész csajok                       | The Bold Type                          | Babs Brady                             | 3 epizód |
| 2018–19 |                                     | Charmed                                | Dr. Julia Wagner                       | 9 epizód |
| 2019    |                                     | Cardinal                               | Sharlene 'Mama' Winston                | 6 epizód Jelölve — Canadian Screen Award a legjobb vendégszereplésért drámasorozatban                          |
| 2019    |                                     | Secrets in a Small Town                | Ruth "Coach" Simmons                   | tévéfilm |
| 2019    | Jett                                | Jett                                   | Helen                                  | - 3 epizód - magyar hangja: - Solecki Janka                                                                    |
| 2019    | Yellowstone                         | Yellowstone                            | Sam                                    | 1 epizód |
| 2020    | A Grace klinika                     | Grey's Anatomy                         | Claire                                 | 1 epizód |
| 2020    |                                     | Love in the Time of Corona             | Sarah                                  | főszerep |
| 2020    |                                     | A Teacher                              | Sandy Walker                           | visszatérő szerep                                                                                              |
| 2022    | Superman és Lois                    | Superman & Lois                        | Ally Allston / Bizarro Ally Allston    | visszatérő szerep (12 epizód)                                                                                  |
| 2022    | Obi-Wan Kenobi                      | Obi-Wan Kenobi                         | Lyn Rakish / A negyedik nővér          | - 3 epizód - magyar hangja: - Kiss Eszter                                                                      |
| 2023    |                                     | Orphan Black: Echoes                   | Eleanor Miller / nyomtatott Eleanor    | főszerep |
| 2023    |                                     | Your Honor                             | Donetta                                | 2 epizód |
| 2024    | Star Wars: Birodalmi históriák      | Star Wars: Tales of the Empire         | Lyn Rakish / A negyedik nővér (hangja) | - 3 epizód - magyar hangja: - Kiss Eszter                                                                      |

### Videójáték
| Év   | Cím                              | Szerep       | Megjegyzés         |
| ---- | -------------------------------- | ------------ | ------------------ |
| 2019 | Call of Duty: Modern Warfare     | Kate Laswell |                    |
| 2022 | Call of Duty: Modern Warfare 2   | Kate Laswell |                    |
| 2023 | Call of Duty: Warzone 2.0        | Kate Laswell | DMZ mód, csak hang |
| 2023 | Call of Duty: Modern Warfare III | Kate Laswell |                    |